# Жуан Віктор (футболіст, 1998)
Жуан Віктор да Сілва Марселіно (порт. João Victor da Silva Marcelino, нар. 17 липня 1998, Бауру) — бразильський футболіст, захисник клубу «Васко да Гама».

## Ігрова кар'єра
Народився 17 липня 1998 року в місті Бауру. Вихованець юнацьких команд футбольних клубів «Атлетіко Мінейру» та «Корінтіанс». На початку 2020 року для отримання ігрової практики «Корінтіанс» віддав його в оренду в «Інтернасьйонал Лімейра». 22 січня в матчі Ліги Пауліста проти «Гуарані» (0:4) він дебютував за новий клуб. Влітку того ж року Жуан на правах оренди перейшов до «Атлетіко Гояніенсе». 30 серпня в матчі проти «Сеари» (0:2) він дебютував у бразильській Серії A. 
Після закінчення оренди Жуан Вітор повернувся до «Корінтіансу». 6 червня 2021 року в матчі проти «Атлетіко Мінейро» (1:0) він дебютував за основний склад.
8 липня 2022 року Віктор підписав п'ятирічний контракт із португальською «Бенфікою» за 8,5 млн євро, отримавши 80% прав на гравця. Після трьох виступів у першій половині сезону у складі «Бенфіки», 25 січня 2023 року Віктор перейшов до французького клубу Ліги 1 «Нант» на правах оренди до кінця сезону.

## Титули і досягнення
- Володар Суперкубка Португалії (1):

«Бенфіка»: 2023